# Cagiva Planet
La Cagiva Planet è una motocicletta naked di piccola cilindrata prodotta dalla casa motociclistica varesina Cagiva dal 1997 al 2003, presentata come "Cagiva N1" nel 1995 e lanciata definitivamente con il nome Planet due anni dopo.
Il progetto nasce dalla matita di Miguel Galluzzi e riprende la linea della Ducati Monster disegnata dallo stesso autore.

## Il contesto
La Cagiva Planet monta la stessa ciclistica (ovvero telaio, impianto frenante e ammortizzatori anteriori e posteriori) e il motore della sorella Cagiva Mito EV, le differenze tra le due moto sono infatti puramente estetiche.
Presenta un motore monocilindrico di 125 cm³ 2 tempi raffreddato a liquido, ammortizzatore anteriore Marzocchi (tarato meno rigido rispetto alla Mito) e impianto frenante Brembo.
La prima serie della moto è stata prodotta dal 1997 al 2001 ed è caratterizzata da un serbatoio bicolore, dal singolo faro anteriore, da un piccolo puntale che protegge l'espansione e dalle carenature laterali del codino con le piccole prese d'aria. La sella è molto imbottita e rotondeggiante, il portatarga è molto pronunciato, gli specchietti retrovisori sono rotondi, il silenziatore ha una forma che ricorda un pallone da rugby; questo modello nel 1999 ha adottato i nuovi cerchi a sei razze, al posto dei precedenti da tre razze e il canale della ruota anteriore è passato da 2,75" a 3".
La seconda serie è stata prodotta dal 2002 al 2003 e si contraddistingue dalla prima per l'assenza del puntale e per il telaio verniciato, a differenza dei modelli precedenti che presentavano il telaio color alluminio.
La moto è stata in vendita in Italia solo in versione depotenziata secondo il codice della strada a 11 kw (15 CV); il motore senza limitazioni è in grado di erogare invece circa 26 CV e di spingere la moto fino ai 165 km/h.
È uscita di produzione nel 2003 ed è stata sostituita dalla Cagiva Raptor 125.